# Greg Aquino
Gregori Emilio Aquino (nacido el 11 de enero de 1978 en San Cristóbal) es un lanzador dominicano de Grandes Ligas que se encuentra actualmente en la organización de los Medias Blancas de Chicago.
Aquino fue firmado originalmente como un infielder a los 16 años de edad, en 1995, por los Diamondbacks de Arizona.
Aquino comenzó la temporada 2007 en el roster de los Cerveceros de Milwaukee, pero fue colocado en la lista de lesionados el 21 de abril. Fue enviado al equipo Triple-A, Nashville Sounds en una asignación de rehabilitación, antes de ser llamado por Milwaukee el 31 de agosto para reemplazar a Manny Parra, quien fue colocado en la lista de lesionados.
El 14 de diciembre de 2007, Aquino fue reclamado desde waivers por los Orioles de Baltimore. Después de un pobre desempeño en el primer mes de la temporada 2008, los Orioles designaron a Aquino para asignación el 29 de abril y sacado desde waivers y fue asignado a Triple-A el 1 de mayo. Se convirtió en agente libre al final de la temporada y firmó con los Indios de Cleveland en noviembre de 2008. Se reportó a los entrenamientos de primavera de los Indios en 2009, pero fue enviado a ligas menores el 24 de marzo de 2009. En octubre de 2009, a Aquino se le concedió la agencia libre.
El 14 de enero de 2010, Aquino firmó un contrato de ligas menores con los Medias Blancas de Chicago.
En la Liga Mexicana, Aquino ha jugado para los equipos Marineros de Ensenada (LNM) y Sultanes de Monterrey. El 20 de junio de 2011, Aquino firmó con los Guerreros de Oaxaca.